# Corrine, Corrina
«Corrine, Corrina» («Corrina, Corrina», «Alberta, Alberta») — народная 12-тактовая кантри-блюзовая песня. Впервые была записана американским блюзменом Бо Картером.
Группа Mississippi Sheiks, известная также как Jackson Blue Boys, записала песню в 1930 году, заменив слова «Corrine, Corrina» на «Sweet Alberta». За долгую историю «Corrine, Corrina» была записана и исполнялась в различных музыкальных стилях, включая блюз, джаз, рок-н-ролл, каджун и вестерн-свинг. Название варьируется от записи к записи, но чаще известен вариант «Коррина, Коррина».

## История
«Corrine, Corrina» имеет в основе традиционные корни, ранние записи отличаются в музыкальном и текстовом плане. Первое известное нотное издание «Has Anybody Seen My Corrine?» опубликовано в 1918 году. Вернон Далхарт записал вокальную версию в 1918 году, а группа Wilbur Sweatman 's Original Jazz Band (Columbia A-2663) — инструментальную версию в том же году. В апреле 1926 года Блайнд Лемон Джефферсон записал версию известного блюза «CC Rider» под названием «Corrina Blues». В 1930-х годах группа Mississippi Sheiks также записала вариант под названием «Sweet Maggie».

### Блюзовые записи
Известными ранними исполнителями, записавшими эту песню, были Блайнд Лемон Джефферсон (1926), Бо Картер (1928), Тампа Ред (1929, 1930), Джеймс «Boodle It» Уиггинс (1929) и Биг Джо Тернер (1941). Среди ветеранов блюза, записывавшихся для рынка возрождения, были Джон Хёрт из Миссисипи (1966) и Мэнс Липскомб (1968). Среди исполнителей послевоенного блюза, записавших эту песню, были Тадж-Махал и Снуки Прайор.

### Джазовые записи
Среди музыкантов, записавших песню, были Кэб Кэллоуэй (1931), Арт Тейтум (1941) и Натали Коул.

### Записи в стиле вестерн-свинг
В 1934 году Милтон Браун и его группа Musical Brownies записали песню под названием «Where Have You Been So Long, Corrinne» в стиле вестерн-свинг. Вскоре после этого Боб Уиллс снова адаптировал её под названием «Corrine, Corrina», также в стиле вестерн-свинг. После его записи с Texas Playboys 15 апреля 1940 года песня вошла в стандартный репертуар всех западных свинговых групп, оказав влияние на принятие «Corrine, Corrina» группами каджунов, а позднее и отдельными исполнителями кантри.
«Corrine, Corrina» — также важная песня, связанная с новаторским использованием в западном свинге электрических струнных инструментов с усилением. Это была одна из песен, записанных во время сессии в Далласе 28 сентября 1935 года Роем Ньюманом. Его гитарист Джим Бойд сыграл то, что стало одним из первых случаев использования электроусиленной гитары в записи.
«Corrina, Corrina» вошла в фолк-акустическую традицию во время возрождения американской фолк-музыки в 1960-х годах, когда Боб Дилан начал играть версию, которую он назвал «Corrina, Corrina». Хотя его блюзовая версия содержит текст и структуру песни из «Corrine Corrina», мелодия взята из «Stones in My Passway», записанной Робертом Джонсоном в 1937 году. Версия Дилана вошла в его второй альбом The Freewheelin' Bob Dylan.
Группа Rising Sons при участии Тадж Махала и Рая Кудера записала песню под названием «Corinna, Corinna» в 1966 году. Джони Митчелл записала кавер-версию песни в 1988 году для своего альбома Chalk Mark in a Rain Storm под названием «A Bird That Whistles (Corrina Corrina)», добавив вызывающее ассоциации с полетом соло на сопрано-саксофоне Уэйна Шортера. Среди других исполнителей, записавших эту песню, были Эрик Клэптон, включивший её в варианте «Альберта, Альберта» в альбом Unplugged, Вилли Нельсон, Стив Джиллетт, Лео Коттке и Конор Оберст.

### Рок-записи
Биг Джо Тернер записал версию песни для Atlantic Records в 1956 году. Версия Рэя Петерсона 1960 года, спродюсированная Филом Спектором, достигла девятого места в чарте Billboard и третьего места в Канаде. Джерри Ли Льюис включил версию в свой альбом 1965 года The Return of Rock. Группа Bill Haley & His Comets выпустила рок-н-ролльную версию на лейбле Decca Records в своем альбоме Bill Haley’s Chicks в 1959 году. Taj Mahal и Джесси Эд Дэвис исполнили живую версию песни в альбоме The Rolling Stones Rock and Roll Circus. Steppenwolf записала её под названием «Corina, Corina» для Steppenwolf Live, выпущенного в апреле 1970 года. Версия King Biscuit Boy с Crowbar заняла 29-е место в канадских чартах в октябре 1970 года. Исполнение Рода Стюарта вошла в качестве бонус-трека в его альбом Time. Боз Скаггс включил её в свой альбом Memphis 2013 года. Рок-группа Phish исполняла кавер-версию на концертах на протяжении всей своей карьеры.

### Записи в стиле кантри
Дин Мартин включил эту песню в свой второй альбом кантри-музыки Dean «Tex» Martin Rides Again (1963). Группа Asleep at the Wheel записала песню для своего альбома 1993 года с Бруксом и Данном. Их версия достигла 73-го места в чарте Billboard Hot Country Singles & Tracks в 1994 году. Билл Монро сделал версию в стиле блюграсс в 1977 году. Свой вариант представили на концерте с Четом Аткинсом Everly Brothers, Марк Нопфлер и Эммилу Харрис, запись вошла в альбом Аткинса Certified Guitar Player.